# Sony Pictures Entertainment
Sony Pictures Entertainment Inc.  (cunoscut obișnuit ca Sony Pictures sau SPE și cunoscut anterior ca Columbia Pictures Entertainment, Inc.) este un conglomerat american multinațional diversificat de mass-media și studio de divertisment care produce, distribuie și achiziționează divertisment filmat (filme teatrale artistice, programe de televiziune și videoclipuri înregistrate) prin platforme multiple. Printr-o companie intermediară de holding numită Sony Film Holding Inc., operează ca o subsidiară a Sony Entertainment Inc., care este ea însăși o subsidiară a conglomeratului multinațional Sony Group Corporation.
Având sediul în Culver City, California ca unul dintre marile studiouri de film americane "Big Five", ea cuprinde unitățile de film, producție de televiziune și distribuție ale Sony. Vânzările în anul fiscal 2020 (aprilie 2020—martie 2021) s-au raportat a fi la 7,16 miliarde de $. Toate diviziile lui SPE sunt membre ale Asociației Cineaștilor din America (ACA). Francizele Sony Pictures includ Karate Kid, Vânătorii de fantome, Jumanji, Bărbații în negru, Omul-Păianjen și Universul Omul-Păianjen al Sony.

## Istorie

### 1987–1990
Pe 1 septembrie 1987, The Coca-Cola Company a anunțat că o să își desprindă companiile ale Columbia Pictures, pe care a deținut-o din 1982. Sub acest aranjament, Coca-Cola își va fi vândut companiile de divertisment (cunoscute ca Coca-Cola Entertainment Business Sector) la Tri-Star Pictures, din care deținea 39,6 %. Tri-Star se va fi redenumit în Columbia Pictures Entertainment, Inc. (CPE), cu Coca-Cola deținând 49 %, acționarii săi deținând 31% și acționarii Tri-Star deținând 20 %. Ca parte a planului de fuzionare, Columbia/Embassy Television și Tri-Star Television au fost fuzionate pentru a forma o nouă încarnare a originalului Columbia Pictures Television.
Fuziunea a permis la trei executivi de top ai Tri-Star, și anume Arnold Messner, care a condus Tri-Star Telecommunications, Victor A. Kaufman, care a condus studioul principal Tri-Star Pictures, și Scott Segler, care a condus Tri-Star Television, să rămână, iar patru executivi ai sectorului de afaceri de divertisment al Coca-Cola au plecat, și anume Barbara Corday, președinta Columbia/Embassy Television, Herman Rush și Peter Sale, care au condus Coca-Cola Telecommunications, și Brian McGrath, care a condus Coca-Cola Entertainment Business Sector. La începutul lui decembrie 1987, fostul vicepreședinte executiv Coke EBS Kenneth Lemberger a părăsit postul său ca să se alăture lui Tri-Star Pictures, înlocuind pe Roger Faxon, care s-a alăturat lui Columbia Pictures ca vicepreședinte senior al studioului.
Fuziunea a fost aprobată de acționari pe 15 decembrie 1987, și a fost completată două zile mai târziu, iar mărcile Columbia și Tri-Star vor fi fost folosite ca entități de producție separate și autonome, și sunt parte a CPE în întregime, alături de companiile, unitățile și angajamentele principale ale fostului Coca-Cola Entertainment Business Sector, care au inclus toate operațiunile de film, TV, video la domiciliu, operațiuni de cablu prin plată, înțelegerea de producție de film cu Nelson Entertainment și legăturile sale cu o investiție în Castle Rock Entertainment, TeleVentures, o companie în continuare deținută, care a avut legătură cu trei companii independente: Tri-Star Television, Stephen J. Cannell Productions și Witt/Thomas Productions, și Merv Griffin Enterprises continuând să funcționeze ca o operațiune separată. O nouă companie cu numele de Tri-Star a fost formată în 1988 pentru a prelua operațiunile studioului.
La începutul lui ianuarie 1988, CPE a anunțat că o să readucă marca Triumph pentru noua subsidiară internațională Triumph Releasing Corporation, care a operat înainte ca un distribuitor teatral, de marketing și publicitate pentru filmele Columbia și Tri-Star. Patrick N. Williamson a fost numit președinte al unității, și compania a contribuit la servicii administrative legate de distribuirea filmelor sale în America de Nord, iar internațional, va fi fost responsabil de direcția fiecărui studio.
Pe 28 septembrie 1989, Sony a obținut opțiunea de a cumpăra toate stocurile ale The Coca-Cola Company (aproximativ 54 de milioane de acțiuni sau 49 % din acțiunile de circulație) în CPE pentru 27 de $ pe acțiune. În următoarea zi Sony a mai anunțat de asemenea că a ajuns la o înțelegere cu The Guber-Peters Entertainment Company, Inc. pentru a cumpăra CPE pentru 200 de milioane de $ când Sony a pus pe Peter Guber și Jon Peters pe postul de copreședinți ai companiei. Toate acestea au fost conduse de Norio Ohga, care a fost președinte și cirector general al Sony pe atunci.
Angajarea lui Guber și Peters de Sony să conducă Columbia a intrat în conflict cu un contract anterior pe care producătorii l-au semnat la Warner Bros., cu președintele acestuia Steve Ross amenințând pe Sony cu un proces pentru întrerupere de contract. Procesul a fost abandonat eventual când Sony a vândut jumătate din interes în Columbia House și drepturile de distribuire prin cablu ale filmelor teatrale, filmelor TV și miniserialelor la Warner Bros. În aceeași înțelegere a văzut pe Columbia vânzându-și interesul de 35% în studioul din Burbank și a cumpărat Lorimar Studios, anterior lotul MGM, de la Warner Bros.
Pe 31 octombrie 1989, Sony a completat o preluare amicală pentru restul de 51 % din acțiuni în CPE, care era o companie publică pe lista New York Stock Exchange (NYSE: KPE), și a cumpărat 99,3 % din acțiunile ordinare ale companiei. Pe 8 noiembrie 1989, Sony a completat cumpărarea unei fuziuni de "scurtă durată" al subsidiarei sale complet deținută Sony Columbia Acquisition Corporation în CPE sub legea generală de corporații Delaware. Sony a completat de asemenea o ofertă de licitație în The Guber-Peters Entertainment Company pe 6 noiembrie 1989, și a cumpărat compania trei zile mai târziu. Achiziția a costat pe Sony 4,9 miliarde de $ (3,55 miliarde de $ pentru acțiuni și 1,4 miliarde de $ pentru datorii de lungă durată) și a fost sprijinită (finanțată) de patru bănci majore din Japonia: Mitsui, Tokyo, Fuji, Mitsubishi și Banca Industrială a Japoniei.

### 1991–2000
Compania a fost redenumită ca Sony Pictures Entertainment, Inc. (SPE) pe 7 august 1991. De asemenea în același an, Jon Peters a părăsit Columbia ca să își lanseze propria lui companie Peters Entertainment pentru o înțelegere de trei ani la studio, la început exclusivă și apoi nonexclusivă. Laurie MacDonald, o angajată îndelungată a CPE, a părăsit de asemenea Columbia ca să își lanseze propria sa companie, Aerial Pictures, la început pentru o înțelegere de doi ani cu studioul, apoi s-a mutat la 20th Century Fox în 1993, iar mai târziu a plecat la Amblin Entertainment și în final a ajutat să pornească DreamWorks.
De atunci Sony a format numeroase divizii de producție și distribuire de film, printre care creând Sony Pictures Classics pentru filme de artă, formând Columbia TriStar Pictures (mai târziu Columbia TriStar Motion Picture Group) prin fuziunea lui Columbia Pictures cu TriStar Pictures în 1998 și revitalizând Screen Gems, anterior divizia de televiziune a Columbia, ca un studio de film. 

### 2000–2010
În iulie 2000, un executiv de marketing lucrând pentru Sony a creat un critic fictiv pe nume David Manning care a dat recenzii consistent pozitive la orice film al subsidiarei lui Sony Columbia Pictures care au fost primite cu răceală din partea criticilor. Sony a terminat reclamele mai târziu, a suspendat pe creatorul și supraveghetorul lui Manning și a plătit amenzi statului Connecticut și fanilor care au văzut filmele evaluate în SUA.
Compania și-a extins operațiunile pe 8 aprilie 2005, când un consorțiu condus de Sony a cumpărat studioul Metro-Goldwyn-Mayer (MGM) pentru 4,8 miliarde de $ printr-o cumpărare cu efect de levier, prin compania MGM Holdings, Inc. Aceasta a avut ca efect reunirea numelui MGM cu lotul de studio principal, deși majoritatea din librăria pre-mai 1986 a fost cumpărată de Ted Turner prin compania sa Turner Entertainment care a fuzionat mai tărziu în 1996 cu Time Warner (acum Warner Bros. Discovery). Librăria post-mai 1986 a fost alcătuită din achiziții de librării terțe, printre care Orion Pictures, care a condus la filmul remake din 2014 al MGM RoboCop.
Pe 4 iunie 2008, grupul complet deținut al Sony 2JS Productions B.V. a cumpărat compania de producție olandeză 2waytraffic N.V., cunoscută pentru Vrei să fii milionar?, cumpărată de la compania originală Celador, și You Are What You Eat pentru 114,3 milioane de £ (223,2 milioane de $ americani).

### 2011–2020
În 2011, rețeaua de calculatoare Sony Pictures a fost spartă și aproximativ un milion de conturi de utilizatori asociate cu SonyPictures.com au fost scurse.
Pe 18 noiembrie 2012, Sony Pictures a anunțat că a trecut de 4 miliarde de $ la încasări datorită succesului filmelor Skyfall, Uimitorul Om-Păianjen, 21 Jump Street, Bărbați în negru 3, Hotel Transilvania, Lumea de dincolo: Trezirea la viață, Jurământul și Resident Evil: Răsplata. Pe 21 noiembrie 2013, Michael Lynton, director general al SPE și Sony Entertainment, a anunțat mutarea accentului de la filme la seriale prin reducerea numărului de filme din 2014. A fost de asemenea anunțat în aceeași zi că o să fie mai multe continuări și spin-offuri cu Omul Păianjen, dar în 10 februarie 2015 Sony a semnat o înțelegere cu Marvel Studios al Disney ca să i se permită Omului Păianjen să apără în Universul Cinematografic Marvel, începând cu Căpitanul America: Război civil, înainte de Omul-Păianjen: Întoarcerea acasă, care a fost lansat pe 7 iulie 2017. Înțelegerea a permis de asemenea ca Sony să distribuie și să aiba control creativ asupra filmelor solo cu Omul Păianjen, iar Disney să distribuie filmele în care personajul apare într-un rol secundar.
Pe 22 ianuarie 2014, SPE a inclus unitatea sa de tehnologie în diversele unități centrale ale afacerilor sale. În aprilie, Sony a semnat o înțelegere de finanțare de filme pentru 200 de milioane de $ cu LStar Capital, riscul de credit al Lone Star Capital și Citibank, cu prima jumătate în datorii și cealaltă într-un pachet ca să finanțeze filmele Sony pentru mai mulți ani. SPE a considerat inițial să semneze o înțelegere de 300 de milioane de $ cu Blue Anchor Entertainment, care a fost susținută de chestiuni de reglementare.
În noiembrie 2019, SPE a cumpărat restul de 42 % din acțiuni în canalul de televiziune Game Show Network (GSN) de la AT&T, plasându-l sub direcția diviziei sale de televiziune.

### 2021–prezent
În aprilie 2021, Sony a semnat o înțelegere de primă vedere cu Netflix, permițând serviciului de streaming să găzduiască filmele sale după terminarea perioadelor lor la cinematografe și divertisment la domiciliu. În aceeași lună, compania a mai intrat într-o înțelegere de licențiere multianuală cu The Walt Disney Company pentru ca filmele sale să fie valabile pe platformele sale lineare și de streaming ca Disney+ și Hulu.
În februarie 2022, Sony a semnat o înțelegere cu WarnerMedia Europe pentru ca filmele sale să fie valabile pe HBO Max în țările din Europa Centrală și de Est.
Pe 28 noiembrie 2022, a fost anunțat că Legendary Entertainment a ajuns la o înțelegere cu SPE pentru a distribui filmele sale viitoare. Totuși, înțelegerea nu a inclus filmele Dune și MonsterVerse care rămân în continuare cu Warner Bros.
Pe 8 decembrie 2022, Sony a semnat o înțelegere pe termen lung cu serviciul de streaming Crave de licențiere a filmelor sale în Canada, cu înțelegerea începând din aprilie 2023.
Pe 14 noiembrie 2023, Sony Pictures Entertainment a dezvăluit un logo special pentru aniversarea centenară a unității sale Columbia Pictures înainte de aniversarea de 100 de ani a fondării sale la 10 ianuarie 2024.
Pe 18 aprilie 2024, s-a raportat că Sony este interesat în a achiziționa Paramount Global printr-un parteriat de cumpărare cu Apollo Global Management. Sony și Apollo au depus o ofertă integrală în numerar de 26 de miliarde de $ să achiziționeze Paramount Global pe 2 mai 2024. Un comitet special al consiliului de administrație al Paramount s-a organizat pe 5 mai 2024, și a semnat începutul discuțiilor de negociere cu Sony și Apollo. Însă, Sony a renunțat la înțelegere când Paramount a anunțat o fuziune cu Skydance Media în luna iulie al acestui an.
Pe 12 iunie 2024, Sony Pictures a achiziționat Alamo Drafthouse Cinema pentru o sumă nedezvăluită. Aceasta a marcat prima oară în peste 75 de ani când un studio important de la Hollywood a deținut un lanț de cinematografe, deoarece hotărârea federală din 1948 din United States v. Paramount Pictures, Inc. i-a împiedicat să dețină companii de exhibiție până în 2020. Alamo Drafthouse o să continue să opereze festivalul de filme Fantastic Fest, care este inclus în achiziție.
În septembrie 2024, Sony Group a anunțat numirea președintelui și directorului de operațiuni al SPE Ravi Ahuja ca director general al Sony Pictures Entertainment în efect din 2 ianuarie 2025, succedând pe Tony Vinciquerra, care va rămâne ca președinte al consiliului până pe 31 decembrie 2025.

## Hack-ul din 2014
În noiembrie 2014, rețeaua de calculatoare Sony Pictures a fost compromisă de un grup de hackeri numit Guardians of Peace (Gardienii Păcii), dezactivând o mulțime de calculatoare. Mai târziu în aceeași zi cinci filme Sony au fost scurse în public, inclusiv unele care nu au fost lansate încă (cum ar fi Furia: Eroi anonimi și Annie), și de asemenea datele confidențiale a 47,000 de angajați actuali și foști ai Sony. Istoricul de film Wheeler Winston Dixon a sugerat că hack-ul, care a expus modul de lucru interior ale studioului, nu a fost o "imagine bună", și a servit ca "o chemare la trezire a întregii industrii." Hack-ul a dezvăluit niște alte documente, email-uri între moguli ai Hollywood-ului referindu-se la gusturile cinematografice ale lui Barack Obama și un posibil parteneriat cu Marvel Studios pentru includerea supereroului Omul Păianjen în Căpitanul America: Război civil, care a fost confirmat mai târziu în februarie 2015, printre altele. Pe 16 decembrie, hackerii au transmis un avertisment către cinefili, amenințând să atace pe oricine se duce să vizioneze Interviul, și îndemnându-i pe oameni "să își amintească de 11 septembrie 2001". Pe 17 decembrie 2014, Sony a anulat lansarea anterior programată pentru 25 decembrie ca răspuns la amenințările hackerilor.
Pe 14 februarie 2015, Tom Rothman a fost numit șef al Sony Pictures Motion Picture Group, înlocuind pe Amy Pascal.
Pe 16 aprilie 2015, WikiLeaks a publicat peste 30,287 de documente, 173 de email-uri și 2,200 de adrese de email de corporație ale angajaților Sony Pictures. WikiLeaks a spus într-o conferință de presă despre conținul scurgerilor că erau "demn de știre și la centrul unui conflict geopolitic" și meritau să fie "în domeniul public." Sony Pictures a condamnat mai târziu hack-ul și scurgerile următoare, numindu-le "un act criminal premeditat", și criticând de asemenea WikiLeaks pentru descrierea sa de conținut ca domeniu public.
Seth Rogen a exprimat dubii față de Coreea de Nord fiind responsabilă pentru hack-ul din 2014 al Sony. Pe baza cronologiei de evenimente și volumului de informație scursă, el crede că hack-ul ar fi fost realizat de un angajat al Sony.

## Structura corporativă
Cu sediul în Culver City, California, SUA, SPE cuprinde diverse studiouri și mărci de divertisment, inclusiv Affirm Films, Columbia Pictures, Screen Gems, Sony Pictures Classics, TriStar Pictures, Crunchyroll și Game Show Network.

### Echipa de conducere superioară
- Ravi Ahuja
  - Președinte și director general, Sony Pictures Entertainment
- Stacy Green 
  - Vicepreședinte executiv și director de oameni, Sony Pictures Entertainment
- Philip Rowley 
  - Vicepreședinte executiv senior și director financiar, Sony Pictures Entertainment
- Tom Rothman
  - Președinte, Sony Pictures Motion Picture Group[75]
- Katherine Pope
  - Președinte, Sony Pictures Television Studios
- Michael Kustermann
  - Director general, Sony Pictures Experiences și Alamo Drafthouse Cinema

### Motion Picture Group
- Sony Pictures Motion Picture Group
  - Columbia Pictures
    - Ghost Corps

  - TriStar Pictures
    - TriStar Productions (în parteneriat cu Tom Rothman)

  - Screen Gems
    - Scream Gems

  - Sony Pictures Imageworks
  - Sony Pictures Animation
  - Sony Pictures Classics
  - 3000 Pictures (în parteneriat cu HarperCollins)
  - Sony Pictures Releasing[a]
    - Sony Pictures Releasing International
      - Sony Pictures India
      - Sony Pictures International Productions

  - Sony Pictures Worldwide Acquisitions
    - Destination Films
    - Stage 6 Films
    - Affirm Films
      - Great American Pure Flix (în parteneriat cu Great American Media)

### Home Entertainment Group
- Sony Pictures Home Entertainment
  - Sony Pictures Kids Zone
  - Kartoon Studios (7%)
    - A Squared Entertainment LLC
    - Genius Brands Music
    - Kartoon Channel
    - Stan Lee Comics LLC (în parteneriat cu POW! Entertainment)
    - Stan Lee Universe (în parteneriat cu POW! Entertainment)
    - Wow Unlimited Media
      - Frederator Networks
        - Channel Frederator Network
          - Cartoon Hangover

        - Átomo Network (în parteneriat cu Ánima)
        - Cinematica
        - Frederator Books
        - Frederator Digital
        - Frederator Studios
        - The Leaderboard Network

      - Mainframe Studios
      - Ezrin Hirsh Entertainment (în parteneriat cu Bob Ezrin și Michael Hirsh)

### Television Group
- Sony Pictures Television
  - Affirm Television
  - CPT Holdings
  - Embassy Row
  - Sony Pictures Television Game Shows
    - Califon Productions
    - Jeopardy Productions

  - Sony Pictures Television International Production
    - Bad Wolf
      - Bad Wolf America
      - Wolf Studios Wales

    - Blueprint Television (acțiuni minoritare)
    - Curio Pictures
    - Eleven Film
    - Eleventh Hour Films
    - Fable Pictures
    - Floresta
    - Hot Sauce Pictures
    - Left Bank Pictures
    - Satisfaction Group (20%)
      - Satisfaction – The Television Agency
      - Satisfy
      - Starling
      - AH! Production
      - Enibas Productions
      - Elimac Productions
      - La Grosse Equipe
      - Alef One
      - Satisfaction Iberia

    - Stellify Media (în parteneriat cu Kieran Doherty și Matthew Worthy)
    - Stolen Picture (acțiuni minoritare)
    - Teleset
    - The Whisper Group (acțiuni minoritare)
      - Chapter 5 Graphics
      - East Media
      - Whisper Cymru
      - Whisper North
      - Whisper West

  - Sony Pictures Television Kids
  - Sony Pictures Television Music Development
  - Sony Pictures Television Nonfiction
    - 19 Entertainment
      - 19 Recordings

    - B17 Entertainment
    - Sharp Entertainment
    - The Intellectual Property Corporation
    - This Machine Filmworks

  - Sony Pictures Television Studios

#### Canale de televiziune

##### Statele Unite
- Game Show Network, LLC
  - Game Show Network
  - Game Show Central
  - Crunchyroll Channel (în parteneriat cu Crunchyroll, LLC)
- CPE US Networks, LLC
  - Get
  - Sony Cine
  - Sony Movie Channel

##### Internațional
- AXN (țări selecte)
- Sony Channel
- Sony Entertainment Television

### Alte operațiuni
- Columbia TriStar Marketing Group
- Crunchyroll, LLC (în parteneriat cu Sony Music Entertainment Japan prin Aniplex)
  - Crunchyroll
  - Crunchyroll Channel (în parteneriat cu Game Show Network, LLC)
  - Crunchyroll EMEA
    - Crunchyroll SAS
    - Crunchyroll SA
    - Crunchyroll GmbH

  - Crunchyroll Games
  - Crunchyroll Store
  - Crunchyroll Store Australia
  - Crunchyroll UK and Ireland
  - Hayate (în parteneriat cu Aniplex)
- Madison Gate Records
- Pixomondo
- Sony Pictures Cable Ventures
- Sony Pictures Consumer Products
- Sony Pictures Europe
- Sony Pictures Experiences
  - Alamo Drafthouse Cinema
- Sony Pictures Interactive
- Sony Pictures Studios
- Sony Pictures Studios Post Production Facilities
- Worldwide Product Fulfillment

## Divizii înrudite cu Sony Pictures
Următoarele sunt alte divizii ale Sony Pictures care nu sunt subsidiare ale companiei Sony Pictures Entertainment din California, dar care sunt în schimb subsidiare ale companiei principale Sony Group Corporation din Tokyo.
- Sony Pictures Entertainment Japan
  - Madhouse (5%, în parteneriat cu Nippon TV)
  - Music On! TV (în parteneriat cu Sony Music Entertainment Japan)
- Sony Pictures Digital Productions, Inc.
- Sony Pictures Networks India
  - SonyLIV
  - Sony Aath
  - Sony BBC Earth (în parteneriat cu BBC Studios)
  - Sony Entertainment Television
  - Sony Kal
  - Sony Marathi
  - Sony Max
  - Sony Max 2
  - Sony Pal
  - Sony Pictures Networks Productions
  - Sony Pix
  - Sony SAB
  - Sony Sports Ten 1
  - Sony Sports Ten 2
  - Sony Sports Ten 3
  - Sony Sports Ten 4
  - Sony Sports Ten 5
  - Sony Wah
  - Sony YAY!
  - Studio NEXT